# トンガ地震 (2009年)
2009年のトンガ地震（トンガじしん）は、同年3月19日18時17分(UTC)に、トンガで発生した地震である。震源地はトンガの首都ヌクアロファの南南東沖220km、震源の深さ34km、モーメントマグニチュード(Mw)7.6。

## 概要
太平洋プレートがインド・オーストラリアプレートに沈み込むトンガ海溝で発生した地震である。トンガ海溝周辺は世界でも有数の地震活動が活発な地域の一つであり、この地震の震源の北では2006年5月にM8.0の地震が発生している。また、今回の地震からおよそ半年後の9月29日にトンガ海溝の北端でサモア沖地震が発生した。
なお、今回の地震発生前にトンガの近くにあるフンガハアパイ島の海底火山が噴火しているが、関連は不明である。